# Мрога-Дольна
Мрога-Дольна (пол. Mroga Dolna) — село в Польщі, у гміні Рогув Бжезінського повіту Лодзинського воєводства.
Населення — 156 осіб (2011).
У 1975-1998 роках село належало до Скерневицького воєводства.

## Демографія
Демографічна структура станом на 31 березня 2011 року:
|          | Загалом | Допрацездатний вік | Працездатний вік | Постпрацездатний вік |
| -------- | ------- | ------------------ | ---------------- | -------------------- |
| Чоловіки | 89      | 20                 | 58               | 11                   |
| Жінки    | 67      | 10                 | 40               | 17                   |
| Разом    | 156     | 30                 | 98               | 28                   |